# Panaxia venus
Panaxia venus là một loài bướm đêm thuộc phân họ Arctiinae, họ Erebidae.